# Запобігання принцип
Запобігання принцип (Precautionary Principle) - Формулювання загальної ідеї та методів застосування принципу запобігання (шкоді) містяться в зверненні  Європейської Комісії, ухваленому 2 лютого 2000 року.
Цей текст доповнює Білу книгу про безпеку харчових продуктів (січень 2000 року) та Картагенський протокол про біологічну безпеку, узгоджений у Монреалі в лютому 2000 року.
Комісія визначила особливі випадки, коли необхідно діяти за цим принципом:
```
   * в разі неповноти, непоказовості або ненадійності наукових даних;
   * якщо попередні наукові оцінки свідчать про можливий шкідливий вплив на людей, тварин, рослин або довкілля.
```

Визначено також три правила, які виходять з принципу запобігання:
```
   * проведення незалежним органом повного наукового аналізу для визначення рівня наукової невизначеності;
   * оцінювання можливого рівня ризику та наслідків бездіяльності;
   * за умов забезпечення якнайбільшої прозорості участь у розгляді можливих запобіжних заходів усіх зацікавлених сторін.
```

Наостанок Комісія хотіла б зазначити, що заходи, які є результатом застосування принципу запобігання, можуть набувати форми рішення діяти або втриматися від певних дій залежно від прийнятного рівня ризику. Цей принцип спрацював, наприклад, у випадку з генетично модифікованими організмами як мораторій, що набрав чинності 1999 року.